# Електро (персонаж)
Електро (англ. Electro), справжнє ім'я Максвелл «Макс» Діллон (англ. Maxwell «Max» Dillon) — вигаданий персонаж, що з'являється в американських коміксах видавництва Marvel Comics. Створений Стеном Лі та Стівом Дітко, він був представлений у «The Amazing Spider-Man» №9 (лютий 1964) як супротивник супергероя Людини-павука. З того часу Електро став одним з найвідоміших ворогів павука, хоча він також вступав у конфлікти з іншими героями, особливо з Шибайголовою. Він є одним із засновників Зловісної шістки та лідером початкового втілення Емісарів Зла, перших команд суперлиходіїв, які протистояли Людині-павуку та Шибайголові відповідно.
В оригінальній версії історії Макс Діллон був лінійним працівником електричної компанії, який став злочинцем після того, як під час роботи на лінії електропередач в нього влучила блискавка і він перетворився на живий електричний конденсатор. Суперсили Електро обертаються навколо контролю електрики, яку він може поглинати, щоб «заряджати» себе і ставати більш потужним, отримуючи додаткові здібності, такі як політ і посилені фізичні атрибути. З моменту свого зародження персонаж зазнав кількох змін у дизайні, від початкового зелено-жовтого костюма до сучасного вигляду з синьою шкірою та лисою головою.
За час, поки Макс Діллон був мертвий між 2016 і 2021 роками, була введена друга Електро, на ім'я Френсін Фрай.
Крім коміксів, Електро з'являвся в різних адаптаціях Людини-павука, включаючи художні фільми, телевізійні серіали та відеоігри. Джеймі Фокс зіграв цього персонажа у повнометражних фільмах «Нова людина-павук 2: Висока напруга» (2014) та «Людина-павук: Додому шляху нема» (2021).

## Історія публікації
Втілення Електро у виконанні Макса Діллона було створено Стеном Лі та Стівом Дітко, і вперше з'явилося в коміксі «The Amazing Spider-Man» №9 (лютий 1964). Персонаж також відомий як член Жахливої четвірки, що бореться з Фантастичною четвіркою. Він також є першим головним лиходієм Marvel, який був написаний в історії публікацій як борець з Шибайголовою, навіть будучи засновником і лідером команди суперлиходіїв, які протистоять йому, Емісари Зла.
Друге втілення Електро, Френсін Фрай, було створене Деном Слоттом і Умберто Рамосом, і вперше з'явилося в «The Amazing Spider Man» Том 3 №2 (липень 2014), хоча вона не стала Електро до «The Amazing Spider Man» Том 4 №17 (жовтень 2016).